# Reinhard Lakomy
(Reinhard Lakomy)
Reinhard Lakomy (Magdeburgo, 19 gennaio 1946 – Berlino, 23 marzo 2013) è stato un cantante, compositore e pianista tedesco.
Fu autore ed interprete di brani Schlager, jazz, ecc. e - a partire dalla fine degli anni settanta - soprattutto di canzoncine per bambini (composte ed incise assieme alla moglie, la scrittrice e paroliera Monika Erhardt), oltre che autore di musiche per il cinema e la TV e di musical.  È annoverato tra gli artisti più celebri dell'ex-DDR.

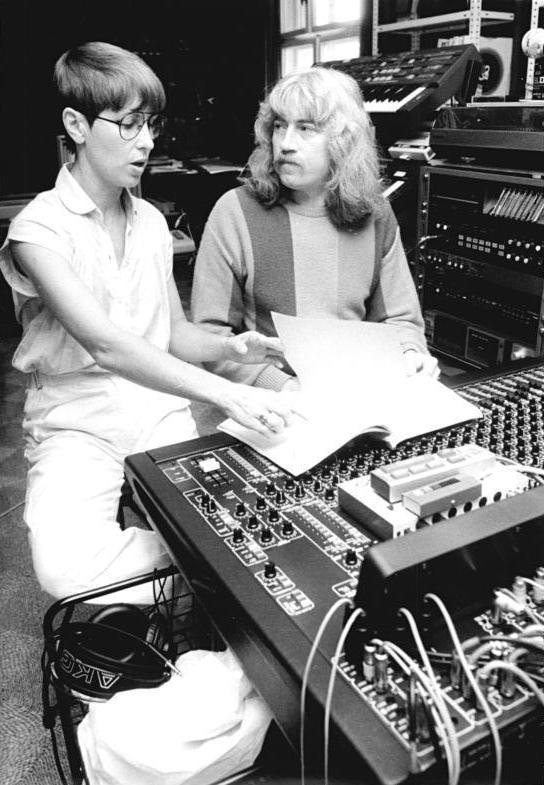
Reinhard Lakomy, assieme alla moglie, Monika Ehrhardt, nel 1987

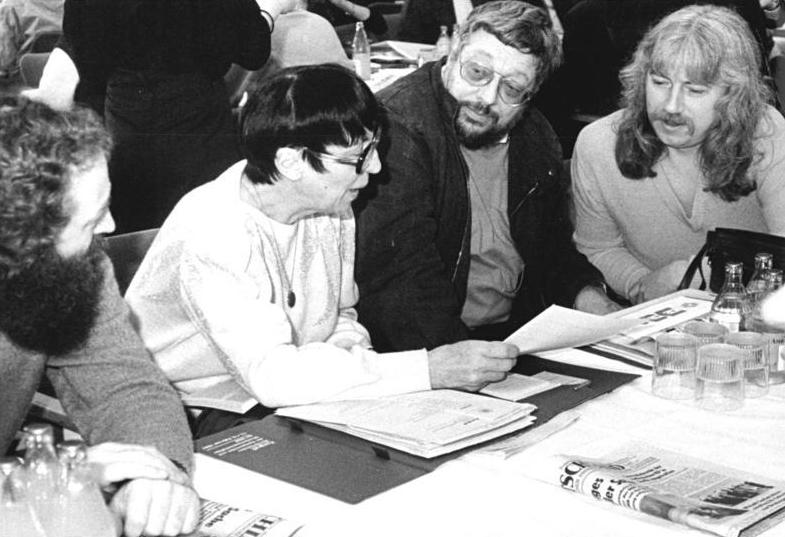
Reinhard Lakomy assieme a Ruth Zechlin e a Reiner Bredemeyer e al congresso dei compositori tenutosi a Berlino nel 1987

Nel corso della sua carriera, Lakomy, che era soprannominato "Lacky", incise 14 album assieme alla moglie e fu tra i componenti e i fondatori di gruppi quali i Puhdys, il Günther Fischer Quartett, i Lakomy Ensemble, ecc..
Tra i suoi brani Schlager-jazz di maggiore successo (molti dei quali incisi assieme ad Angelika Mann, detta "Lütte"), figurano Es war doch nicht das erste Mal,  Heute bin ich allein, Mir doch egal, ecc.
Tra le sue creazioni per bambini di maggiore successo, spiccano invece i musical Kindergeschichte, e, soprattutto, Traumzauberbaum, con il quale crebbero molte generazioni di ragazzi nell'ex-Germania Est
Lakomy fu anche autore di oltre 200 brani per cinema e televisione: le sue musiche compaiono in oltre una quarantina di differenti produzioni.
Molte sono le scuole a lui intitolate nell'ex-DDR.

## Biografia

### Malattia e morte
Lunedì 11 febbraio 2013, a Lakomy, accanito fumatore e da qualche tempo sofferente di forti attacchi di tosse, viene diagnosticato un cancro ai polmoni in stato avanzato e già in metastasi e ormai incurabile.
Lakomy, che rifiuta di sottoporsi a trattamenti di chemioterapia, peraltro inutili, si spegne nella sua casa di Berlino sabato 23 marzo 2013.
Dopo la sua morte, la salma dell'artista viene composta nella cucina della sua casa.
I funerali di Reinhard Lakomy, che hanno luogo il pomeriggio di mercoledì 3 aprile 2013,  vedono la partecipazione di varie personalità, tra cui il musicista Klaus Lenz, il direttore d'orchestra Andrej Hermlin, i cantanti Hans-Jürgen Beyer, Uschi Brüning, Uwe Jensen, Regine Dobberschütz, Angelica Mann, Regina Thoss e Dirk Zöllner, gli attori Carmen-Maja Antoni, Peter Meyer e Jürgen Thormann, e i politici Gregor Gysi, Lothar de Maizière e Petra Pau.
È sepolto nel cimitero di Blankenburg, nel distretto di Pankow (Berlino).

## Discografia parziale

### Album
- Reinhard Lakomy (1973)
- Lacky und seine Geschichten (1974)
- Lacky's Dritte (1975)
- Daß kein Reif... (1976)
- Die großen Erfolge (1977)
- Geschichtenlieder (1978)
- Der Traumzauberbaum (con Monika Ehrhardt, 1980)
- Das Geheime Leben - Electronics (1982)
- Mimmelitt, das Stadtkaninchen (1983)
- Der Traum von Asgard (1983)
- Zeiten (Electronics) (con Rainer Oleak, 1985)
- Schlapps und Schlumbo (con Monika Ehrhardt, 1986)
- Der Wolkenstein - Geschichtenlieder Von Reinhard Lakomy & Monika Ehrhardt (con Monika Ehrhardt 1989)
- Aër (1991)
- Die Jahre 1972 - 1976 (1991)
- Die 6-Uhr-13-Bahn (1993)
- Der Regenbogen (con Monika Ehrhardt, 1995)
- Der Traumzauberbaum 2 – Agga Knack, Die Wilde Traumlaus (con Monika Ehrhardt, 2001)
- Der Wasserkristall (con Monika Ehrhardt, 2004)
- Electronics (2008)

## EP
- Reinhard Lakomy (1983)

## Singoli
- Und ich geh' in den Tag/Wenn du gehst (1973)
- Du könntest mein Mädchen sein/Autofahren (1974)
- Klavierstunde/Manchmal find' ich keinen Schlaf (1975)
- Mir doch egal/Ein irrer Typ (con Angelika Mann, 1975)

## Filmografia parziale

### Compositore

#### Cinema
- Unser stiller Mann (1976)
- Nelken in Aspik (1976)
- ...schwierig, sich zu verloben (1983)
- Liane (1987)
- Felix und der Wolf (1988)
- Der Drache Daniel (1989)
- Abschiedsdisko (1990)
- Zirri - Das Wolkenschaf (1993)

#### Televisione
- Seegeschichten - film TV (1972)
- Polizeiruf 110 - serie TV, 6 episodi (1973-1990)
- Das Mädchen Malle - film TV (1974)
- Die Katzen meiner Brüder - film TV (1974)
- Der Leutnant vom Schwanenkietz - miniserie TV (1974)
- Jenny - film TV (1975)
- Karlemanns Brücke - film TV (1975)
- Ferdinand rettet die Sonne - film TV (1979)
- Die blonde Geisha - film TV (1979)
- Ferdinand wird Vater - film TV (1980)
- Das Mädchen Störtebeker - serie TV (1980)
- Ferdinand sucht den Regenbogen (1981)
- Besuch am Sonntagmorgen - film TV (1984)
- Der Haken - film TV (1985)
- Rund um die Uhr - serie TV, 7 episodi (1986)
- Schauspielereien - serie TV, 3 episodi (1987-1990)
- Tierparkgeschichten - serie TV, 7 episodi (1989)
- Eine Frau für drei - film TV (1990)
- Die Generalin seiner Majestät  - film TV (1990)
- Erzähl mir nichts von Afrika - film TV (1991)
- Die Gespenster von Flatterfels - serie TV (1993-1995)
- Die Weihnachtsmaus - film TV (1995)

### Attore
- Nelken in Aspik (1976)
- DEFA-Disko 77 (1977)
- Die Weihnachtsmaus - film TV (1995)

## Premi & riconoscimenti (Lista parziale)
- 1984: Premio nazionale della Repubblica Democratica Tedesca